# Hunyadi László
Hunyadi László ( på ungerska László Hunyadi)  är en opera av den ungerska kompositören Ferenc Erkel. Librettot är skrivet av Béni Egressy. Det är baserat på en pjäs av Lörinc Tóth. 
Operan hade urpremiär på Pesti Nemzeti Magyar Szinház i Pest den 27 januari 1844. Hunyadi László anses vara den första viktiga ungerska operan. Den ingår fortfarande i Budapestoperans stående repertoar.

## Historia
Stoffet för Erkels opera är hämtad från den ungerska historien. Eftersom Ungern på Erkels tid regerades av de illa omtyckta Habsburgarna, var skapandet av en nationell identitet avgörande för de ungerska patrioterna, till vilka även Erkel hörde. Ungern var fortfarande ett feodalt land med otaliga byar och småstäder. Huvudstaden Budapest grundades först 1873 genom att man slog samman tre städer: Buda, Pest och Óbuda. En nationalteater fick man vänta med ända till 1884. Erkel utförde med andra ord en verklig pionjärgärning.

## Personer
- Kung László V av Ungern (tenor)
- Hans farbror Ulrik Cilley (baryton)
- Erszébet Szilágy, änka efter János Hunyadi (sopran)
- László Hunyadi, hennes son (tenor)
- Mátyás Hunydai, Lászlós bror (mezzosopran)
- Miklós Gara (basstämma)
- Mária, hans dotter (sopran)
- Rozgonyi, officer (baryton)

## Handling

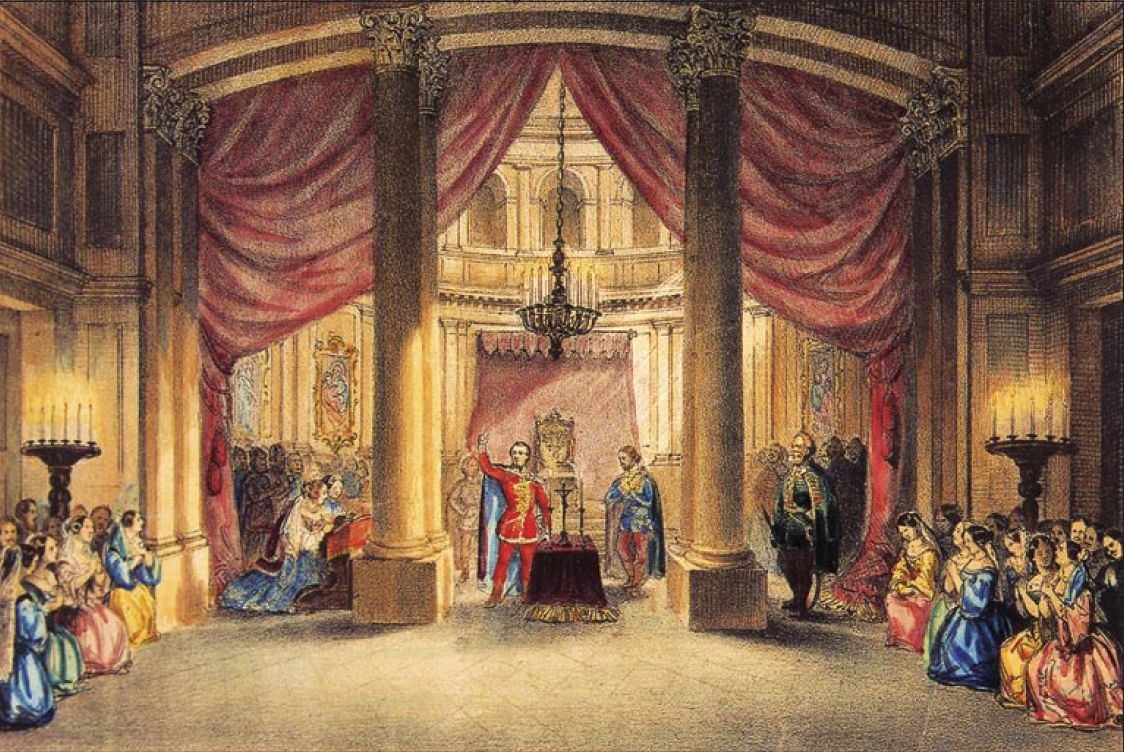
Scenbild till andra aktens final. Kungen och nationalhjälten svär varandra en trohetsed.

Handlingen utspelar sig  1456–1457 i Nándorehévár (nuvarande Belgrad), i Temesvár (Temeschburg, nuvarande Timișoara) och i Buda.
Kung Lászlo V är omyndig och i hans ställe regerar hans farbror Ulrik Cilley. Denne hatar Ungern och ser i släkten Hunyadi en farlig rival. Han försöker bringa László Hunyadi i onåd hos kungen och även ta livet av honom, men dör själv. Kungen svär en ed inför släkten Hunyadi om att inte hämnas farbroderns och regentens död, men bryter dock bara några få månader senare sitt löfte och låter avrätta László Hunydai i Buda.
Så långt följer operan den historiska verkligheten men i ett avseende är den inte trogen historien: Kungen kastar en blick på Hunyadis vackra brud Mária. Hennes far, den maktgirige Palatin Gara är en politisk rival till Hunyadi. Han lovar kungen dotterns hans om László Hunyadi avrättas. En viktig och gripande roll spelar här modern Erszébet Szilágy som sörjer sin son. 

## Inspelningar
Det finns minst tre inspelningar av Hunyadi László, alla på originalspråket ungerska. 
| År   | Orkester och dirigent                                                                            | Solister | Skivmärke och format                             |
| ---- | ------------------------------------------------------------------------------------------------ | --- | ------------------------------------------------ |
| 1960 | Budapests filharmoniska orkester och Ungerns radiokör; Vilmos Komor (dirigent).                  | Miklós Szabó, András Faragó, József Simándy, Olga Szőnyi, László Jámbor, Júlia Orosz, Gabriella Déry, József Bódy, Endre Pálffy, Miklos Petri | LP: Quailton LPX 1040 - 42 (trippelalbum) (1969) |
| 1995 | Ungerska statsoperans kör och orkester; Ungerska arméns manskör. Dirigent: János Kovács.         | András Molnár, István Gáti, Sylvia Sass, Dénes Gulyás, Zsuzsanna Dénes, Sándor Sólyom-Nagy, Magda Kálmar, József Gregor, Miklós Mersei, Attila Fülöp. | CD: Hungaroton Classic 12581-83 (Trippel-CD)     |
| 2012 | Budapests filharmoniska orkester; Budapests studiokör; Honveds manskör. Dirigent: Domonkos Héja. | Daniel Pátaky, Krisztián Czer, Beatrix Fodor, Attila Fekete, Gabriella Balga, Gábor Bretz, Erika Miklósa, András Káldi Kiss, Katalin Patonai, Károly Fekete András Molnár, István Gáti, Sylvia Sass, Dénes Gulyás, Zsuzsanna Dénes, Sándor Sólyom-Nagy, Magda Kálmar, József Gregor, Miklós Mersei, Attila Fülöp. | CD: Operatrezor MÁO 002 (Dubbel-CD)              |